# Comté de Kent (Rhode Island)
Pour les articles homonymes, voir Comté de Kent.
Le comté de Kent (en anglais : Kent County) est un comté de l'État de Rhode Island. Rhode Island ne compte en fait aucun comté, et ce découpage a uniquement une vocation géographique et statistique. La population du comté était de 170 363 habitants au recensement de 2020 pour une superficie de 441 km², soit une densité moyenne de 386 habitants au km².
La ville principale est Warwick.

## Géographie

### Comtés voisins
| Comté de Windham (Connecticut)    | Comté de Providence |                  |
|                                   | comté de Kent       | Comté de Bristol |
| Comté de New London (Connecticut) | Comté de Washington |                  |

## Villes du comté
- Coventry
- East Greenwich
- Warwick
- West Greenwich
- West Warwick